# Último teorema de Fermat

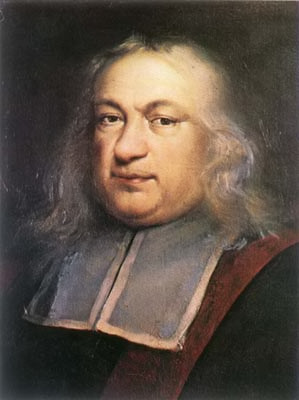
Pierre de Fermat.

En teoría de números, el último teorema de Fermat, o teorema de Fermat-Wiles, es uno de los teoremas más famosos en la historia de las matemáticas. Utilizando la notación moderna, se puede enunciar de la siguiente manera:
| Si n es un número entero mayor que 2, entonces no existen números enteros positivos x, y y z, tales que se cumpla la igualdad {\displaystyle x^{n}+y^{n}=z^{n}\,} Pierre de Fermat |

 Es importante recalcar que han de ser positivos, ya que si pudiese ser alguno de ellos negativo, no es difícil encontrar soluciones no triviales para algún caso en el que n es mayor que 2. Por ejemplo si n fuese cualquier número impar, las ternas de la forma (a, -a, 0) con a un número entero positivo, son solución.
Este teorema fue conjeturado por Pierre de Fermat en 1637, pero no fue demostrado hasta 1995 por Andrew Wiles ayudado por el matemático Richard Taylor. La búsqueda de una demostración estimuló el desarrollo de la teoría algebraica de números en el siglo XIX y la demostración del teorema de la modularidad en el siglo XX.
La proposición fue enunciada por primera vez como teorema por Pierre de Fermat hacia 1637 en el margen de una copia de Arithmetica. Fermat añadió que tenía una demostración que era demasiado grande para caber en el margen. Aunque otras afirmaciones de Fermat sin demostración fueron posteriormente demostradas por otros y acreditadas como teoremas de Fermat (por ejemplo,  el teorema de Fermat sobre sumas de dos cuadrados), el Último Teorema de Fermat se resistió a la demostración, lo que llevó a dudar de que Fermat tuviera alguna vez una demostración correcta. En consecuencia, la proposición pasó a denominarse conjetura en lugar de teorema. Tras 358 años de esfuerzos por parte de los matemáticos, la primera prueba exitosa fue dada a conocer en 1994 por Andrew Wiles y publicada formalmente en 1995. Fue descrita como un "avance asombroso" en la citación para el Premio Abel de Wiles en 2016. También demostró gran parte de la conjetura de Taniyama-Shimura, posteriormente conocida como teorema de la modularidad, y abrió enfoques completamente nuevos a otros numerosos problemas y técnicas de elevación de la modularidad matemáticamente potentes.
El problema sin resolver estimuló el desarrollo de la teoría algebraica de números en los siglos XIX y XX. Se encuentra entre los teoremas más notables de la historia de las matemáticas y antes de su demostración figuraba en el Libro Guinness de los Récords como el "problema matemático más difícil", en parte porque el teorema tiene el mayor número de demostraciones fallidas.

## Antecedentes

### Orígenes pitagóricos
La ecuación de Pitágoras, x2 + y2 = z2, tiene un número infinito de soluciones  enteras positivas para x, y y z; estas soluciones se conocen como  triples pitagóricos (con el ejemplo más simple 3,4,5). Hacia 1637, Fermat escribió en el margen de un libro que la ecuación más general an + bn = cn no tenía soluciones en enteros positivos si n es un entero mayor que 2. Aunque afirmó tener una prueba general de su conjetura, Fermat no dejó detalles de su prueba, y nunca se ha encontrado ninguna prueba suya. Su afirmación fue descubierta unos 30 años más tarde, después de su muerte. Esta afirmación, que pasó a conocerse como El último teorema de Fermat, quedó sin resolver durante los tres siglos y medio siguientes.
Con el tiempo, la afirmación se convirtió en uno de los problemas sin resolver más notables de las matemáticas. Los intentos de demostrarlo impulsaron un desarrollo sustancial de la teoría de números, y con el tiempo el Último Teorema de Fermat ganó prominencia como  problema sin resolver en matemáticas.

### Desarrollos posteriores y solución
El caso especial n = 4, demostrado por el propio Fermat, es suficiente para establecer que si el teorema es falso para algún exponente n que no sea un número primo, también debe ser falso para algún n más pequeño, por lo que sólo los valores primos de n necesitan más investigación. Durante los dos siglos siguientes (1637-1839), la conjetura se demostró sólo para los primos 3, 5 y 7, aunque Sophie Germain innovó y demostró una aproximación que era relevante para toda una clase de primos. A mediados del siglo XIX, Ernst Kummer amplió este enfoque y demostró el teorema para todos los primos regulares, dejando los primos irregulares para ser analizados individualmente. Basándose en el trabajo de Kummer y utilizando sofisticados estudios informáticos, otros matemáticos fueron capaces de ampliar la demostración para cubrir todos los exponentes primos hasta cuatro millones, pero una demostración para todos los exponentes era inaccesible (lo que significa que los matemáticos generalmente consideraban una demostración imposible, excesivamente difícil o inalcanzable con los conocimientos actuales).
Por separado, alrededor de 1955, los matemáticos japoneses Goro Shimura y Yutaka Taniyama sospecharon que podría existir un vínculo entre las curvas elípticas y las formas modulares, dos áreas completamente diferentes de las matemáticas. Conocida en su momento como conjetura de Taniyama-Shimura (posteriormente como teorema de la modularidad), se trataba de una conjetura independiente, sin conexión aparente con el último teorema de Fermat. En general, se consideraba significativa e importante por sí misma, pero (al igual que el teorema de Fermat) se consideraba completamente inaccesible a la demostración.
En 1984, Gerhard Frey se percató de una aparente relación entre estos dos problemas no relacionados ni resueltos hasta entonces. Frey dio un esbozo que sugería que esto podía demostrarse. La prueba completa de que los dos problemas estaban estrechamente relacionados fue realizada en 1986 por Ken Ribet, basándose en una prueba parcial de Jean-Pierre Serre, que demostró toda la parte menos una conocida como la "conjetura épsilon" (véase: Teorema de Ribet y curva de Frey). Estos trabajos de Frey, Serre y Ribet demostraron que si se podía demostrar la conjetura de Taniyama-Shimura para al menos la clase semiestable de curvas elípticas, se obtendría automáticamente una demostración del Último Teorema de Fermat. La conexión se describe a continuación: cualquier solución que pudiera contradecir el Último Teorema de Fermat también podría utilizarse para contradecir la conjetura Taniyama-Shimura. Así pues, si el teorema de la modularidad fuera cierto, por definición no podría existir ninguna solución que contradijera el Último Teorema de Fermat, que por tanto también tendría que ser cierto.
Aunque ambos problemas eran desalentadores y en su momento se consideraron "completamente inaccesibles" para su demostración, ésta fue la primera sugerencia de una ruta por la que el Último Teorema de Fermat podría extenderse y demostrarse para todos los números, no sólo para algunos. A diferencia del último teorema de Fermat, la conjetura Taniyama-Shimura era un área de investigación activa importante y se consideraba más al alcance de las matemáticas contemporáneas. Sin embargo, la opinión general era que esto simplemente demostraba la impracticabilidad de demostrar la conjetura Taniyama-Shimura. La reacción citada del matemático John Coates fue común:
"Yo mismo era muy escéptico en cuanto a que el bello vínculo entre el Último Teorema de Fermat y la conjetura Taniyama-Shimura condujera realmente a algo, porque debo confesar que no creía que la conjetura Taniyama-Shimura fuera accesible a la demostración. Por muy bonito que fuera el problema, parecía imposible de demostrar. Debo confesar que pensé que probablemente no lo vería demostrado en toda mi vida".
Al enterarse de que Ribet había demostrado que la conexión de Frey era correcta, el matemático inglés Andrew Wiles, que había sentido fascinación durante su infancia por el Último Teorema de Fermat y tenía experiencia trabajando con curvas elípticas y campos relacionados, decidió intentar demostrar la conjetura Taniyama-Shimura como una forma de demostrar el Último Teorema de Fermat. En 1993, tras seis años trabajando en secreto en el problema, Wiles logró demostrar una parte suficiente de la conjetura para demostrar el Último Teorema de Fermat. El documento de Wiles era enorme en tamaño y alcance. Se descubrió un fallo en una parte de su artículo original durante la revisión por pares y fue necesario un año más de colaboración con un antiguo alumno, Richard Taylor, para resolverlo. Como resultado, la demostración final de 1995 fue acompañada de un artículo conjunto más pequeño que mostraba que los pasos fijos eran válidos. El logro de Wiles se divulgó ampliamente en la prensa popular y se popularizó en libros y programas de televisión. Las partes restantes de la conjetura Taniyama-Shimura-Weil, ahora demostradas y conocidas como el teorema de la modularidad, fueron demostradas posteriormente por otros matemáticos, que se basaron en el trabajo de Wiles entre 1996 y 2001. Por su demostración, Wiles fue honrado y recibió numerosos premios, entre ellos el Premio Abel de 2016.

## Introducción histórica

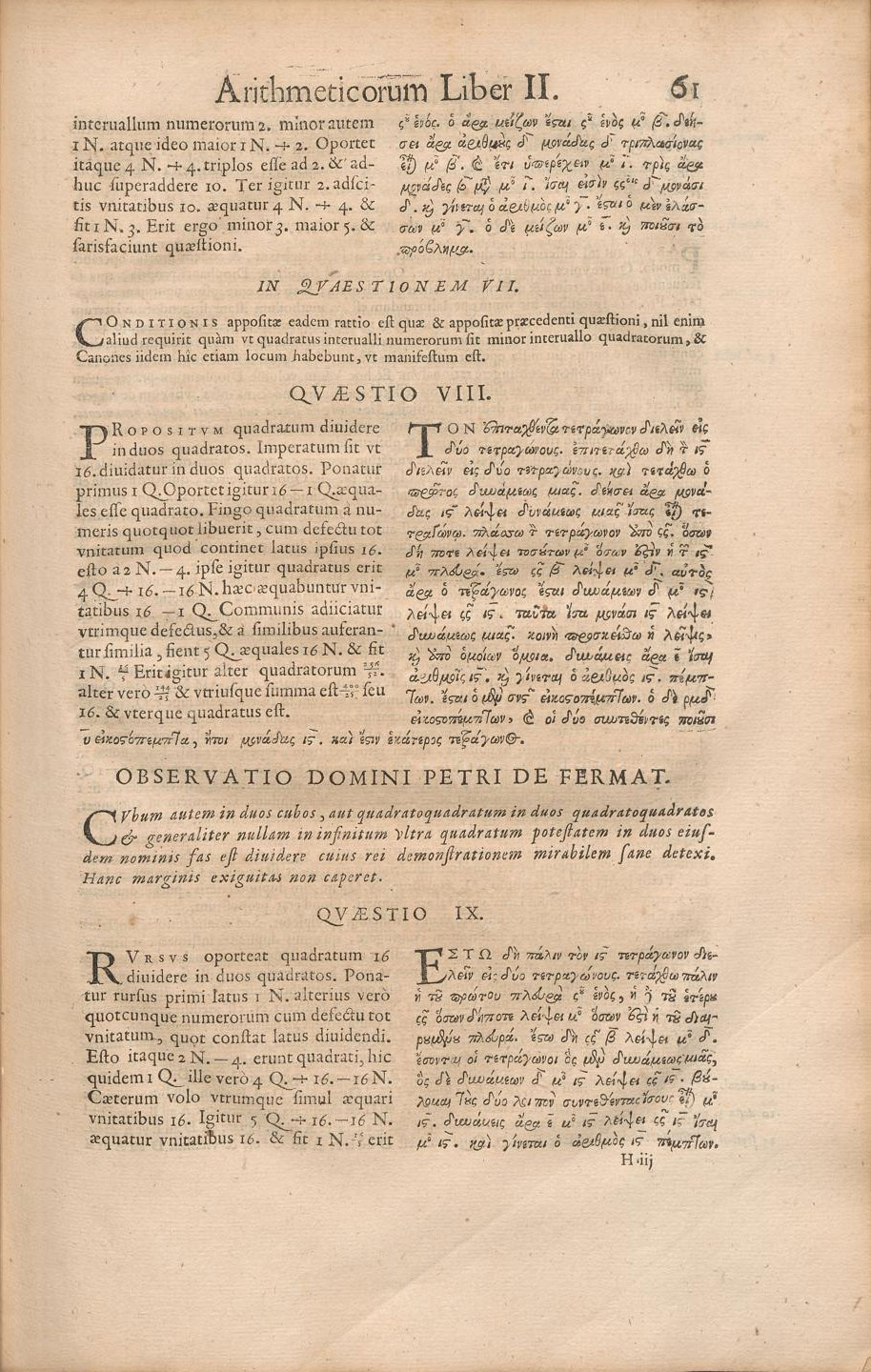
Arithmetica de Diofanto. La edición de 1670 incluye los comentarios de Fermat; el que se halla bajo el problema VIII es conocido como su «último teorema».

Pierre de Fermat poseía una edición bilingüe (griego y latín) de la Arithmetica de Diofanto, traducida por Claude Gaspar Bachet. Fermat escribió un comentario, de hecho, un acertijo, en el margen de cada problema, y uno por uno han sido resueltos por personalidades como Leibniz, Newton, etc. Solo quedó sin resolver el acertijo que propuso debajo del problema VIII, que trata sobre escribir un número cuadrado como suma de dos cuadrados (es decir, encontrar ternas pitagóricas). Ahí, Fermat escribió:

Cubum autem in duos cubos, aut quadratoquadratum in duos quadratoquadratos, et generaliter nullam in infinitum ultra quadratum potestatem in duos eiusdem nominis fas est dividere cuius rei demonstrationem mirabilem sane detexi, hanc marginis exiguitas non caperet.
Es imposible descomponer un cubo en dos cubos, un bicuadrado en dos bicuadrados, y en general, una potencia cualquiera, aparte del cuadrado, en dos potencias del mismo exponente. He encontrado una demostración realmente admirable, pero el margen del libro es muy pequeño para ponerla.
Pierre de Fermat

## Historia de la demostración del teorema

### Pierre de Fermat
El primer matemático que consiguió avanzar sobre este teorema fue el propio Fermat, que demostró el caso n=4 usando la técnica del descenso infinito, una variante del principio de inducción.

### Leonhard Euler
Leonhard Euler demostró el caso n = 3. El 4 de agosto de 1753, Euler escribió a Goldbach reclamando tener una demostración para el caso n = 3. En Álgebra (1770) se encontró una falacia en la demostración de Euler. Corregirla directamente era demasiado difícil, pero otros aportes anteriores de Euler permitían encontrar una solución correcta por medios más simples. Por esto se consideró que Euler había demostrado ese caso. Del análisis de la demostración fallida de Euler surgió la evidencia de que ciertos conjuntos de números complejos no se comportaban de igual manera que los enteros.

### Sophie Germain
El siguiente mayor paso fue hecho por la matemática Sophie Germain. Un caso especial dice que si p y 2p + 1 son ambos primos, entonces la expresión de la conjetura de Fermat para la potencia p implica que uno de los x, y o z es divisible por p. En consecuencia la conjetura se divide en dos casos:
- Caso 1: ninguno de los x, y, z es divisible por p;
- Caso 2: uno y solo uno de x, y, z es divisible por p.

Sophie Germain probó el caso 1 para todo p menor que 100 y Adrien-Marie Legendre extendió sus métodos a todos los números menores que 197. Aquí se encontró que el caso 2 no estaba demostrado ni siquiera para p = 5, por lo que fue evidente que era en el caso 2 en el que había que concentrarse. Este caso también se dividía entre varios casos posibles.

### Ernst Kummer y otros
| Año  | Acontecimiento                                                                     |
| ---- | ---------------------------------------------------------------------------------- |
| 1665 | Muere Fermat sin dejar constancia de su demostración.                              |
| 1753 | Leonhard Euler demostró el caso {\displaystyle n=3}.                               |
| 1825 | Adrien-Marie Legendre demostró el caso para {\displaystyle n=5}.                   |
| 1839 | Lamé demostró el caso n=7.                                                         |
| 1843 | Ernst Kummer afirma haber demostrado el teorema pero Dirichlet encuentra un error. |
| 1995 | Andrew Wiles publica la demostración del teorema.                                  |

No fue hasta 1825 cuando Peter Gustav Lejeune Dirichlet y Legendre generalizaron para n=5 la demostración de Euler. Lamé demostró el caso n=7 en 1839.
Entre 1844 y 1846 Ernst Kummer demostró que la factorización no única podía ser salvada mediante la introducción de números complejos ideales. Un año después Kummer afirma que el número 37 no es un primo regular (Ver: Números de Bernoulli). Luego se encuentra que tampoco 59 y 67 lo son. Kummer, Mirimanoff, Wieferich, Furtwänger, Vandiver y otros extienden la investigación a números más grandes. En 1915 Jensen demuestra que existen infinitos primos irregulares. La investigación se estanca por esta vía de la divisibilidad, a pesar de que se logran comprobaciones para n menor o igual a 4 000 000.

### Andrew Wiles
En el año 1995 el matemático Andrew Wiles, en un artículo de 98 páginas publicado en Annals of mathematics, demostró el caso semiestable del teorema de Taniyama-Shimura, anteriormente una conjetura, que engarza las formas modulares y las curvas elípticas. De este trabajo, combinado con ideas de Frey y con el teorema de Ribet, se desprende la demostración del último teorema de Fermat. Aunque una versión anterior (no publicada) del trabajo de Wiles contenía un error, este pudo ser corregido en la versión publicada, que consta de dos artículos, el segundo en colaboración con el matemático Richard Taylor. En estos trabajos por primera vez se establecen resultados de modularidad a partir de modularidad residual, por lo cual los resultados del tipo de los probados por Wiles y Taylor son denominados «teoremas de levantamiento modular». En la actualidad, resultados de este tipo, mucho más generales y poderosos, han sido probados por varios matemáticos: además de generalizaciones probadas por Wiles en colaboración con C. Skinner y de Taylor en colaboración con M. Harris, los más generales en la actualidad se deben a Mark Kisin. En el trabajo de 1995 de Wiles se abrió una nueva vía, prácticamente una nueva área: la de la modularidad. Con estas técnicas, de las que este trabajo fue pionero, se han resuelto más recientemente otras importantes conjeturas, como la conjetura de Serre y la de Sato-Tate. Curiosamente, la resolución de los primeros casos de la conjetura de Serre (trabajos de Khare, Wintenberger y Dieulefait), como observara el propio Serre al formular la conjetura, permite una nueva demostración del último teorema de Fermat.
Los trabajos de Wiles por lo tanto tienen una importancia que trasciende ampliamente su aplicación al último teorema de Fermat: se consideran centrales en la geometría aritmética moderna y se espera que sigan jugando un rol vital en la demostración de resultados de modularidad que se enmarcan en el programa de Langlands.

## Nota
1. ↑  Si el exponente n no fuera primo o 4, entonces sería posible escribir n bien como un producto de dos enteros más pequeños (n = PQ), en el que P es un número primo mayor que 2, y entonces an = aPQ = (aQ')P para cada uno de a, b, y c. Es decir, tendría que existir también una solución equivalente para la potencia prima P que sea menor que n; o bien como n sería una potencia de 2 mayor que 4, y escribiendo n = 4Q, valdría el mismo argumento.